# Facedown Records

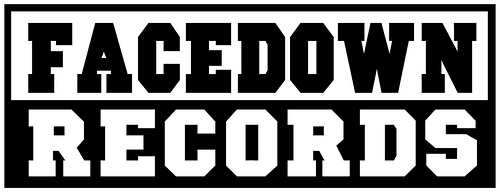
Logo

Facedown Records is een christelijk platenlabel, gevestigd in Sun City in Californië. Ze geven hoofdzakelijk hardcore punk, deathcore en metalcore uit. De muzikanten hoeven echter niet christelijk te zijn. Facedown Records werd opgericht door ex-No Innocent Victim-drummer Jason Dunn.

## Geschiedenis
Facedown Records bracht aanvankelijk 7 inchplaten uit van Overcome, Dodging Bullets en Born Blind maar werd steeds populairder en kon later ook albums van xDisciplex, The Deal, Figure Four, One-21 en Point of Recognition op de markt brengen.
Facedown Records werd een van de bekendere namen in hardcore, en bands als Comeback Kid, Nodes of Ranvier en Seventh Star brachten hun platen ook via het label uit. Vooral het album van Comeback Kid wist het label onder grote aandacht te brengen, doordat deze groep na de verschijning van Turn It Around twee jaar lang toerde.
De bands die door Facedown Records zijn gecontracteerd, laten zich weleens typeren als de "Facedown Family". Daarnaast heeft het label ook een zusterlabel, genaamd Strike First Records. Daarnaast organiseert het label ook nog het Facedown Fest, een tweedaags festival in Californië met alle bands van Facedown en Strike First Records. Door de populariteit van het festival werd in 2005 ook een vergelijkbaar festival gehouden aan de oostkust in Annapolis in Maryland.

## Bands

### Huidige bands
- Alove for Enemies
- Bloodlined Calligraphy
- Bloody Sunday
- xDEATHSTARx
- Flee the Seen
- Impending Doom
- Inked In Blood
- xLooking Forwardx
- Means
- Nodes of Ranvier
- No Innocent Victim
- Seventh Star
- Sleeping Giant
- War of Ages

### Vroegere bands
- Anchor
- Born Blind
- Ceasefire
- Comeback Kid
- The Deal
- Dodging Bullets
- Falling Cycle
- Figure Four
- Gideon
- Hanover Saints
- Immortal Souls
- Indwelling
- One-21
- Overcome
- Point of Recognition
- Sinai Beach
- Symphony In Peril
- This Runs Through
- Torn In Two
- xDisciplex AD